# Nitreto de sódio
Nitreto de sódio é o composto de fórmula química Na3N.